# Kazulia vagans
Kazulia vagans är en svampart som först beskrevs av Speg., och fick sitt nu gällande namn av Nag Raj 1977. Kazulia vagans ingår i släktet Kazulia och familjen Chaetothyriaceae.   Inga underarter finns listade i Catalogue of Life.